# Тип 89 (РСЗО)
Type 89 — реактивная система залпового огня.
Разработана заводом в Китае на основе РСЗО БМ-21 «Град».
Пусковая установка смонтирована на бронированном гусеничном шасси «Тип-321». В кабине размещается на марше боевой расчет из пяти человек.

## ТТХ
- Калибр: 122 мм
- Масса НУРС: 58-68 кг
- Количество направляющих: 40
- Расчет: 5 чел.
- Масса пусковой установки в боевом положении: 29,9 т
- Габариты пусковой установки в походном положении: 7,18×3,15×3,18 м
- Продолжительность залпа полным боекомплектом: 20 сек.
- Время перезаряжания: 3 мин.
- Мощность двигателя: 520 л. с.
- Максимальная скорость движения: 55 км/час
- Запас хода: 450 км